# Macskássy Izolda
Macskássy Izolda (Marosvásárhely, 1945. január 10. – 2021. június 26.) képzőművész.

## Életpályája
Képzőművészeti tanulmányait Erdélyben, majd romániai ösztöndíjjal Ausztriában, Bulgáriában és Lengyelországban végezte. 1961 óta élt Magyarországon. 1968-ban diplomázott. 1971-ben magyar állampolgárságot kapott. 
Selyemre festett alkotásai és selyemkollázs képei mind Magyarországon, mind külföldön népszerűek. Gyakori hazai kiállításai mellett a világ majd minden kontinensére meghívták alkotásaival. Rendszeresen állított ki Ausztriában, Németországban pedig állandó tárlata van.

## Családja
Híres korondi család tagja. Édesanyja, Kovács Izabella élvonalbeli sportoló – vívásban, lovaglásban, repülésben, teniszben, úszásban és a téli sportszakágakban is kiváló – volt. Édesapja, Macskássy Miklós magyar királyi tisztként szolgált. 1972-ben ment férjhez, házasságából 1974-ben született Áron fia, majd 1979-ben Viola nevű lánya.

## Kötetei
- Én és a történelem. Macskássy Izolda önéletírása; Szt. Gellért, Bp., 1997
- Kicsi Berta nagyanyám és Édesanyám szép ruhái; Paginarum, Bp., 1999
- Kézikönyv. Kicsi Berta nagyanyám és Édesanyám szép ruhái, ételei és intelmei; 2. átdolg. kiad.; Bookmaker, Bp., 2003

## Díjai
- Pro Urbe Szeged díj (2003)[2]